# Championnat d'Italie de rugby à XV 1932-1933
Navigation
Serie A 1931-1932 Serie A 1933-1934
Le Championnat d'Italie de rugby à XV 1932-1933 est le 5e de l'histoire du rugby à XV. Il se déroule sous la forme d'un championnat unique en match aller-retour. À la fin des matchs aller, tous les Groupes Universitaires Fascistes sont contraints de déclarer forfait en raison des Giochi Littoriali de 1933 qui se déroulent à Turin. L'Amatori Milan remporte pour la 5e fois le titre en cinq ans.

## Équipes participantes
Les sept équipes participantes sont les suivantes :
| - Amatori Milan - GUF Torino - Bologne - Rugby Rome | - GUF Padova - GUF Genova - GUF Napoli |

## Résultats
| Rang | Club                | J | V | N | D | Pm | Pe  | Diff | Pts |
| ---- | ------------------- | - | - | - | - | -- | --- | ---- | --- |
| 1    | Amatori Rugby Milan | 6 | 5 | 1 | 0 | 96 | 0   | +96  | 11  |
| 2    | Rugby Bologne       | 6 | 4 | 1 | 1 | 66 | 9   | +57  | 9   |
| 3    | GUF Torino          | 6 | 2 | 0 | 4 | 9  | 101 | -92  | 4   |
| 4    | Rugby Rome          | 6 | 0 | 0 | 6 | 3  | 64  | -61  | 0   |
| 5    | GUF Genova          | 0 | 0 | 0 | 0 | 0  | 0   | 0    | 0   |
| 6    | GUF Napoli          | 0 | 0 | 0 | 0 | 0  | 0   | 0    | 0   |
| 7    | GUF Padova          | 0 | 0 | 0 | 0 | 0  | 0   | 0    | 0   |

|  | Vainqueur (no 1) |

Attribution des points :  victoire : 2, match nul : 1, défaite : 0.

## Vainqueur
| Entraîneur |                        |                                                                         |
| Avants     | Pilier                 | Bigi, Brusati, Saltarelli, Webster                                      |
| Avants     | Talonneur              | Centinari II                                                            |
| Avants     | Deuxième ligne         | Baumann, Gattoni, Agosti                                                |
| Avants     | Troisième ligne aile   | V. Barzaghi, Campagna, Paselli                                          |
| Avants     | Troisième ligne centre | Crespi                                                                  |
| Arrières   | Demi de mêlée          | Lodigiani, Morimondi                                                    |
| Arrières   | Demi d'ouverture       | Allevi, Aymonod, Cazzini, Cesani, Di Bello, Montoli, Tagliabue, Vecchia |
| Arrières   | Centre                 |                                                                         |
| Arrières   | Ailier                 |                                                                         |
| Arrières   | Arrière                |                                                                         |